# Bekopaka
Bekopaka – miasto i gmina miejska (kaominina) w dystrykcie Antsalova, w regionie Melaky na Madagaskarze.

## Geografia
Miejscowość położona jest nad brzegiem rzeki Manambolo. Mieści się tu recepcja Parku Narodowego Tsigny de Bemahara.

## Demografia i ekonomia
W 2001 roku oszacowano liczbę jego mieszkańców na 9 032. W mieście dostępna jest edukacja podstawowa i wczesna średnia. Około 100% ludności pracującej trudni się rolnictwem. Główną rośliną uprawną jest tu ryż, a do innych należą maniok jadalny, banany i kukurydza.